# Andrew Pozzi
Andrew « Andy » William Pozzi (né le 15 mai 1992 à Stratford-upon-Avon) est un athlète britannique, spécialiste du 110 mètres haies.

## Biographie
En 2011, Andrew Pozzi s’adjuge la médaille d'argent sur 110 mètres haies aux Championnats d'Europe juniors, en 13 s 57. Il est devancé par son compatriote Jack Meredith (13 s 50).
En février 2012, il remporte le 60 mètres haies lors des championnats du Royaume-Uni d'athlétisme en salle organisés à Sheffield, avec un temps de 7 s 62. Ce titre national lui permet d'être sélectionné pour les Championnats du monde en salle 2012 d'Istanbul où il termine quatrième de la finale en 7 s 58, nouveau record personnel, derrière Aries Merritt, Liu Xiang et Pascal Martinot-Lagarde. 
Début mai, lors des championnats universitaires britanniques se déroulant au Stade olympique de Londres, Pozzi améliore à trois reprises son record personnel du 110 m haies en réalisant successivement 13 s 72, 13 s 52, puis 13 s 35 en finale (1,3 m/s).
En mars 2014, le Britannique échoue à nouveau au pied du podium des Championnats du monde en salle de Sopot malgré un nouveau record personnel en 7 s 53.
Gêné par les blessures, il revient en 2016 où il bat son record du 110 m haies en 13 s 32 à Loughborough. Le 7 juin suivant, lors du Meeting de Montreuil, Pozzi mène toute la course avant de heurter la 8e haie : il se classe 3e derrière les Français Pascal Martinot-Lagarde (13 s 23) et Aurel Manga (13 s 25) en 13 s 31, performance non homologuée comme record personnel à cause d'un vent trop favorable (+ 2,6 m/s). Le 26 juin 2016, il court à nouveau en 13 s 31, cette fois avec vent régulier, à Birmingham.
Il se qualifie pour la finale des Championnats d'Europe d'Amsterdam mais ne prend pas part à la course, victime de crampes.
Le 4 février 2017, Pozzi participe au meeting de Karlsruhe : en séries, il établit un nouveau record personnel et une meilleure performance mondiale de l'année en 7 s 49, avant de récidiver en finale avec un temps de 7 s 44. Il égale ce temps en séries des Championnats nationaux par équipes à Birmingham, avant de réaliser 7 s 51 en finale. Le 18 février, il améliore de nouveau ce temps en établissant 7 s 43, faisant de lui le favori pour les Championnats d'Europe en salle de Belgrade
Il déclare ensuite avoir eu entre 2012 et 2016 de nombreuses blessures aux pieds, quatre au gauche et deux au droit, dont 6 opérations.
Le 3 mars 2017, en statut de favori, Pozzi remporte le titre européen en salle à Belgrade en 7 s 51, devançant d'un centième le tenant du titre Pascal Martinot-Lagarde (7 s 52) et le champion de 2011 Petr Svoboda. Le 15 avril 2017, il réalise à Clermont (Floride) le temps de 13 s 17, en séries, avec un vent tout juste au-dessus de la limite autorisée (2,2 m/s), suivi par 13 s 13 (+ 5,8 m/s) en finale.
Le 1er juillet, il termine 2e de l'étape de la ligue de diamant du meeting de Paris en portant son record personnel à 13 s 14.
Le 4 mars 2018, Andrew Pozzi remporte la finale du 60 m haies des championnats du monde en salle de Birmingham en 7 s 46, devant l'Américain Jarret Eaton (7 s 47) et le Français Aurel Manga (7 s 54). Il est le premier titré britannique depuis Colin Jackson en 1999.
Le 21 juillet 2018, il améliore son record personnel sur 100 m lors du London Grand Prix en 10 s 44.

## Palmarès
| Date | Compétition                        | Lieu                               | Résultat | Épreuve     | Temps   |
| ---- | ---------------------------------- | ---------------------------------- | -------- | ----------- | ------- |
| 2011 | Championnats d'Europe juniors      | Tallinn                            | 2e       | 110 m haies | 13 s 57 |
| 2012 | Championnats du monde en salle     | Istanbul                           | 4e       | 60 m haies  | 7 s 58  |
| 2014 | Championnats du monde en salle     | Sopot                              | 4e       | 60 m haies  | 7 s 53  |
| 2016 | Championnats d'Europe              | Amsterdam                          | finale   | 110 m haies | DNS     |
| 2017 | Circuit mondial en salle de l'IAAF | Circuit mondial en salle de l'IAAF | 2e       | 60 m haies  | détails |
| 2017 | Championnats d'Europe en salle     | Belgrade                           | 1er      | 60 m haies  | 7 s 51  |
| 2018 | Championnats du monde en salle     | Birmingham                         | 1er      | 60 m haies  | 7 s 46  |
| 2018 | Jeux du Commonwealth               | Gold Coast                         | 6e       | 110 m haies | 13 s 53 |
| 2018 | Championnats d'Europe              | Berlin                             | 6e       | 110 m haies | 13 s 48 |
| 2019 | Championnats d'Europe en salle     | Glasgow                            | 6e       | 60 m haies  | 7 s 68  |
| 2019 | Ligue de diamant                   | Ligue de diamant                   | 6e       | 110 m haies | 13 s 50 |
| 2021 | Championnats d'Europe en salle     | Toruń                              | 2e       | 60 m haies  | 7 s 43  |
| 2021 | Jeux olympiques                    | Tokyo                              | 7e       | 110 m haies | 13 s 30 |
| 2022 | Jeux du Commonwealth               | Birmingham                         | 3e       | 110 m haies | 13 s 37 |
| 2022 | Championnats d'Europe              | Munich                             | 6e       | 110 m haies | 13 s 66 |

## Records
| Épreuve          | Temps   | Lieu         | Date                          |
| ---------------- | ------- | ------------ | ----------------------------- |
| 60 mètres haies  | 7 s 43  | Birmingham   | 18 février 2017               |
| 110 mètres haies | 13 s 14 | Paris Monaco | 1er juillet 2017 14 août 2020 |